# Sabine Hackenschmidt

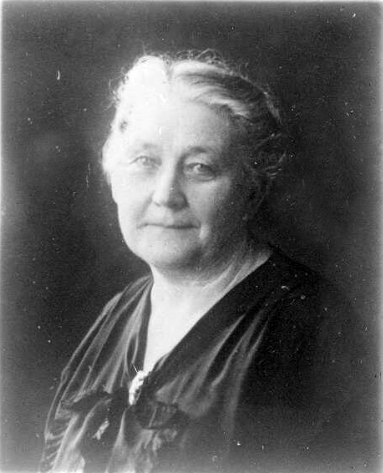
Sabine Hackenschmidt

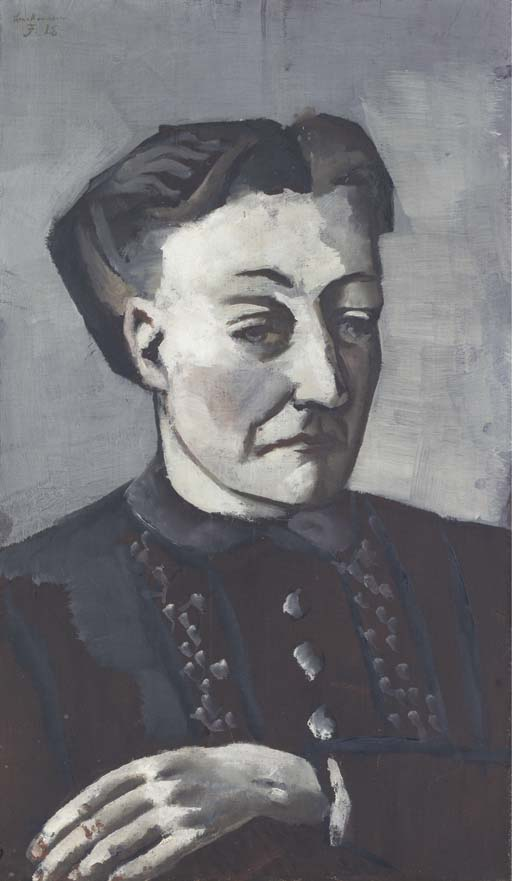
Max Beckmann: Bildnis S.H. (1928)

Sabine Hackenschmidt (* 13. Mai 1873 in Jägerthal; † 6. Juni 1939 in Straßburg) war eine elsässische Malerin, Graphikerin und Zeichnerin sowie Kunsthistorikerin.

## Leben
Sabine Hackenschmidt war die Tochter des Pfarrers Karl Hackenschmidt, der mit seiner Familie seit 1882 in Straßburg lebte. Sie studierte von 1902 bis 1904 an der Karlsruher Kunstakademie bei Walter Conz und  Franz Hein sowie bei Lothar von Seebach. Von 1905 bis 1913 war sie als Zeichenlehrerin an der Lehrerinnenbildungsanstalt in Straßburg tätig. Von 1913 bis Ende 1938 arbeitete sie an der Graphischen Sammlung der Straßburger Museen.
Während seines Aufenthalts in Straßburg 1915 brachte sie Max Beckmann die Graphik des 16./17. Jahrhunderts näher. Er porträtierte sie mehrfach:
- 2 Bleistiftzeichnungen im Skizzenbuch 13 (1915), Washington, National Gallery of Art[1]
- Porträt Sabine H. Bleistiftzeichnung (1915), ehemals München, Privatsammlung[2]
- 2 Bleistiftzeichnungen (1915), Leipzig, Museum der bildenden Künste.[3]
- Bildnis S.H. (1928). Öl auf Leinwand, Christie’s London, 3. Februar 2004, Nr. 200[4]

## Veröffentlichungen
- Calendrier alsacien. Douze vues de l’Alsace d’après les dessins de S. Hackenschmidt. Straßburg 1912–1914.
- Elsass-Lothringen und die Vogesen. Elsaß-Lothringischer Verkehrsverein, Straßburg 1911 (Illustrationen).
- Henry Wolf. In: Strassburger Post 1916, Nr. 349.
- mit Alfred Reh: Un dessin inconnu de Wenzel Hollar, le péage du Wickhäusel. In: Archives alsaciennes d’histoire de l’art 1927, S. 50–55.
- Sur un paysage de Caspar Isenmann. In: Archives alsaciennes d’histoire de l’art 1928, S. 45–55.